# Theodor Prinzing
Theodor Prinzing (* 25. Juni 1925; † 26. Februar 2025 in Stuttgart) war ein deutscher Richter. Er war ab 1974 Vorsitzender Richter des 2. Strafsenats des Oberlandesgerichts Stuttgart und leitete in dieser Funktion u. a. den Stammheim-Prozess gegen Angehörige der Rote Armee Fraktion (RAF). Von 1980 bis 1988 war er Präsident des Landgerichts Tübingen.

## Leben
Prinzing stammte aus Ulm und studierte von 1948 bis 1950 Rechtswissenschaften in Tübingen. 1950 trat er in die Studentenverbindung Landmannschaft Ghibellinia Tübingen ein. Im Dezember 1960 wurde er an der Rechts- und Wirtschaftswissenschaftlichen Fakultät der Universität Tübingen mit der Dissertation Die Rechtsnatur der Pfändung ungetrennter Bodenfrüchte promoviert.
Zuvor Vorsitzender Richter einer Jugendstrafkammer am Landgericht Stuttgart, wurde Prinzing auf Initiative der Bundesregierung, des Generalbundesanwalts und der Landesregierung von Baden-Württemberg am 4. Februar 1974 als Nachfolger des bisherigen Vorsitzenden Hänle zum ersten Vorsitzenden Richter des 2. Strafsenats des Oberlandesgerichts Stuttgart ernannt. Dieser 2. Strafsenat war zwischen Mai 1974 und April 1977 für den Stammheim-Prozess gegen Angehörige der Rote Armee Fraktion (RAF) zuständig. Für diesen schwierigen Prozess ausgesucht worden war Prinzing, da er über „Erfahrungen in Monster-Prozessen, Durchblick, Durchsetzungsvermögen und erkennbaren Ehrgeiz“ verfüge. Dies bezog sich darauf, dass er „als Beisitzer oder Vorsitzender bereits an 8 Prozessen gegen NS-Verbrecher mitgewirkt [hatte], unter anderem wegen Massenmorden in Tarnopol, Lemberg und Babij Jar“.
Im Januar 1977, nur ein Vierteljahr vor Ende des insgesamt zwei Jahre dauernden Verfahrens (am 174. von 192 Prozesstagen), wurde Prinzing erfolgreich wegen Besorgnis der Befangenheit abgelehnt; an seine Stelle trat der Beisitzer Eberhard Foth. Es war der inzwischen 85. Befangenheitsantrag der Verteidigung, der zu seiner erfolgreichen Ablehnung führte. Grund dafür war, dass am 13. Januar 1977 bekannt wurde, dass Prinzing sich vor wichtigen Beschlüssen mit Mitgliedern des 3. Strafsenats des Bundesgerichtshofes besprochen hatte, der in nächster Instanz für das Verfahren zuständig geworden wäre. In einem Telefonat zwischen Prinzing und einem der Pflichtverteidiger ließ Prinzing außerdem erkennen, dass er die vom Gericht bestellten Pflichtverteidiger und die Wahlverteidiger der Angeklagten unterschiedlich einstufte. In einem Interview 2007 sah Prinzing seinen „zermürbten Zustand“ als Hauptursache für seine Ablösung und machte die über den Prozess berichtenden Journalisten mitverantwortlich für eine hetzerische Stimmung gegen ihn, die zu einem geplanten Mordanschlag gegen ihn mit ferngezündeten Propangasflaschen geführt hatte. Er sei aber im Nachhinein den Journalisten dankbar, da er dank seiner Ablösung dem Anschlag entgangen sei.
Im Prozess kam es zu zahlreichen Beleidigungen gegen Prinzing und die anderen Richter durch die Angeklagten und Verteidiger, die nach dem Eindruck von Prinzing häufig routinemäßig erfolgten, um einen Ausschluss von der Verhandlung zu erreichen. In einem Fall griff der als Zeuge geladene RAF-Terrorist Klaus Jünschke den Richter mit den Worten „Für Ulrike, du Schwein“ an, wobei er über die Richterbank sprang und Prinzing in seinem Stuhl umstieß.
Von 1980 bis 1988 war Prinzing Präsident des Landgerichts Tübingen. 1989 erhielt er das Große Bundesverdienstkreuz.
Seine Tochter Gabriele (1955–2021) sympathisierte zeitweise mit der RAF.

## Würdigung
„In vier NS-Prozessen, unter anderem dem Tarnopol- und dem Lemberg-Prozess, hatte er bewiesen, wozu er als Richter fähig war und hielt sich für den geeigneten Mann im Stammheimer Verfahren das Recht, das nicht wenige der jungen Leute als „faschistisch“ ansahen, zu verteidigen.“

## Archivalien
- Staatsarchiv Ludwigsburg: Manuskript des Vorsitzenden im Stammheim-Prozess Dr. Theodor Prinzing. Az. 5-751-0503-OLG/4

## Film
- Stammheim – Die RAF vor Gericht, SWR-Dokumentation von Thomas Schuhbauer und Sonja von Behrens, Ausstrahlung am 24. April 2017. ARD Mediathek